# 일라이저 켈리
일라이자 켈리(Elijah Kelley, 1986년 8월 1일 ~ )는 미국의 배우이다.

## 출연 작품
- 스트레인지 매직 (2015)
- 보이즈 오브 아부 그라이브 (2013)
- 레드 테일스 (2012)
- 헤어스프레이 (2007)
- 테이크 더 리드 (2006)